# Болница манастира Високи Дечани
Болница манастира Високи Дечани  била је највећа средњовековна  болница основана на територији српске средњовековне државе, по угледу на хиландарску болницу, у склопу манастирских зграда, истоименог манастира. Болницу је основао Стефан Дечански негде између 1327. и 1331. године.

## Манастир Високи Дечани
Манастир Високи Дечани испод планине Проклетије код Пећи, основао је Стефан Дечански (1276 — 11. новембра 1331) који је био краљ Србије, из породице Немањића, син краља Милутина (1282 — 1321), а отац Стефана Душана Силног (око 1308 — 1355).  Српска православна црква га је канонизовала као светог краља.
Дечани су саграђени сходно средњовековном обрасцу образовања већих монашких обитавалишта: главно свештено здање јесте црква, смештена у средишту кружног простора, опасаног оградним зидом, на који належу остале зграде. Главни манастирски улаз је на југозападном делу зида, а трпезарија на северозападном и окренути су према главном улазу у цркву - западном порталу цркве.
У писаним документима и књижевним списима помињу се следећи објекти који су припадали манастиру: тврда ограда, "довољно дугачка и широка, утврђена честим кулама", "пирг (кула) над улазом" или "столп" (стуб или кула) звонаре и часовнице", трпезарија, "мађупница" (кухиња), "виница" (вински подрум), трпеза краљевска, разне "полате" - ћелије, игуменарија, односно архимандрија, а изван манастира болница, воденица, источници (извори) и још даље "гвоздено коло" - топионица, чије локације због историјских неприлика никада нису озбиљније истраживане. Монашке ћелије су се налазиле на јужној страни уз спољне зидове, на боју (спрату) "као птичја гнезда", док су приземља коришћена као економске просторије.
Манастир Дечани се налази на листи Светске културне баштине Унеска од 2004. године, на којој су од 2006. године још три српска манастира на Космету - Пећка патријаршија, Грачаница и Саборни храм Богородице Љевишке у Призрену. Ове три најзначајније светиње Српске православне цркве на простору Косова и Метохије обједињене су на листи светске културне баштине Унеска под називом „Средњовековни споменици на Косову" и увршћени су у листу Угрожене светске баштине.

## Историја
Сматра се да је седмогодишњи боравак Стефана Дечанског у заточеништву у Пантократоровом манастиру у Цариграду (Византија, данас Турска), где му је и умрло једно дете, утицао да отвори болницу у Високим Дечанима између 1327. и 1331. године. Наиме боравећи у Пантократоровом манастиру Стефан Дечански је упознао уређење и рад манастирске болнице и по узору на њу основао болницу и у манастиру у Високим Дечанима.

Краљ Стефан Дечански, који се увек одликовао љубављу према сиротињи, болесницима и инвалидима, када је почео да гради манастир Високи Дечани свом душом се предао тој врсти брига и старања. Вођен том бригом,  на три километра од Дечанских конака он је подигао посебан објекат за неговање болесника, богаља и престарелих поданика из целе његове краљевине. Огромна одељења ове богоугодне установе била су снабдевена не само креветима већ и свим осталим потребама. За неговање болесника обезбедио је и одређен број калуђера. 
Сам краљ је често посећивао овај манастир - болницу, и са радошћу помагао тим јадницима. Некада се појављивао тамо као краљ, и тешио те паћенике; а некад је долазио као прерушени војник и делио богату милостињу. Он је често грлио те страдалнике и са сузама их целивао.
 Ову установу краљ је богато издржавао својим огромним прилозима, тако да су се у њој из свих крајева Србије стицали болесни и богаљи. Једни су, по оздрављењу, уступали место другим болесницима, а многи су ту због природе болести остајали до краја свог паћеничког живота, јер су у болници били смештени и болесници који су боловали од епилепсије, они којима је „лице било изједено и којима су прсти отпадали од чланака”, они који су били савијени па услед тога нису били способни за рад и болесници који су патили од плућних болести. Болница је лечила и оболеле од неизлечивих (малигних) болести.

## Манастирска болница
Рушевине ове болнице данас се налазе уз Дечане код места Горња Лука, на реци Бистрици.
Положај манастира, којег је окруживала шума, богата водом и стално струјање ветра  доприносило бољем лечењу и опоравку болесника, што значи да се за изградњу болница у средњевековној Србији пажљиво бирало место, које ће већ само по себи бити благотворно за болеснике.
Болница је имала скоро иста она одељења која је имала болница у Пантократоровом манастиру у Цариграду:
Одељење за лечење болесника са кожним променама
На овом одељењу лечени су болесници ....који су имали изједено лице од узавреле крви, пошто је место отпало и пошто су се прсти отргнули од самих околних костију и разделили од члановног састава....
Одељење за повређене и рањене
На овом одељењу лечили су болеснике који су страдали од повреда и са ранама.
Одељење за унутрашње болести
На овом одељењу, некој врсти данашњег интерног одељења, лечени су они који  нису могли слободно дисати и имали су „љутину изнутра” или ....одељење за болеснике који болују од утробе или било каквих акутних обољења....
Одељење за тешке болеснике
На овом одељењу лечени су оних који су се ...сасвим савили и нису могли ништа радити... заправо они који су боловали од тешких хроничних болести, па и малигних болести.
Одељење за епилептичаре и умоболне
На овом одељењу лечени су умоболни или ...болни од свештене болести ..." најчешће епилептичари, калуђери и световних лица, због чега се ова болница у медицинском смислу издвајала од осталих болница тог времена, јер су болнице тога времена служиле умоболницима као склониште.

## Болнице у саставу манастира Дечани
Када су у склопу манастира Дечана,  изграђене две нове цркве у селу Грабљу:
- црква Св. Николе - у свом саставу имала је  склоништем за болеснике са иструлелим лицем
- црква Св. Луке  - у свом саставу имала је болницу за душевно болесне.

## Занимљивост
Занимљивост је да је бригу о болници водило световно лице („управитељ од двора“) а не духовно лице. Поред тога управитељ („управитељ од двора“)  је по својим правима и располагању донацијама, био независан од игумана манастира Високи Дечани.
За разлику од болнице у Пантократоровом манастиру (Цариград), по чијем узору је основана болница у Високим Дечанима, она није имала гинеколошко одељење.
У манастиру Дечани су забележена бројна чудотворна исцељења, о чему по зидовима манастира говоре  осликана бројна исцељења које је учинио Исус Христ.

## Престанак рада
Датум престанка рада болнице у манастиру Високи Дечани се не зна, али се зна да се то догодило  са најездом Турака с краја 14. или почетком 15. века.
Како се рушевине ове болнице налазе ван зидина манастира, код Горње Лука, на реци Бистрици, болница је вековима остала неистражена и прекривена наслагама прошлости.